# 주교좌

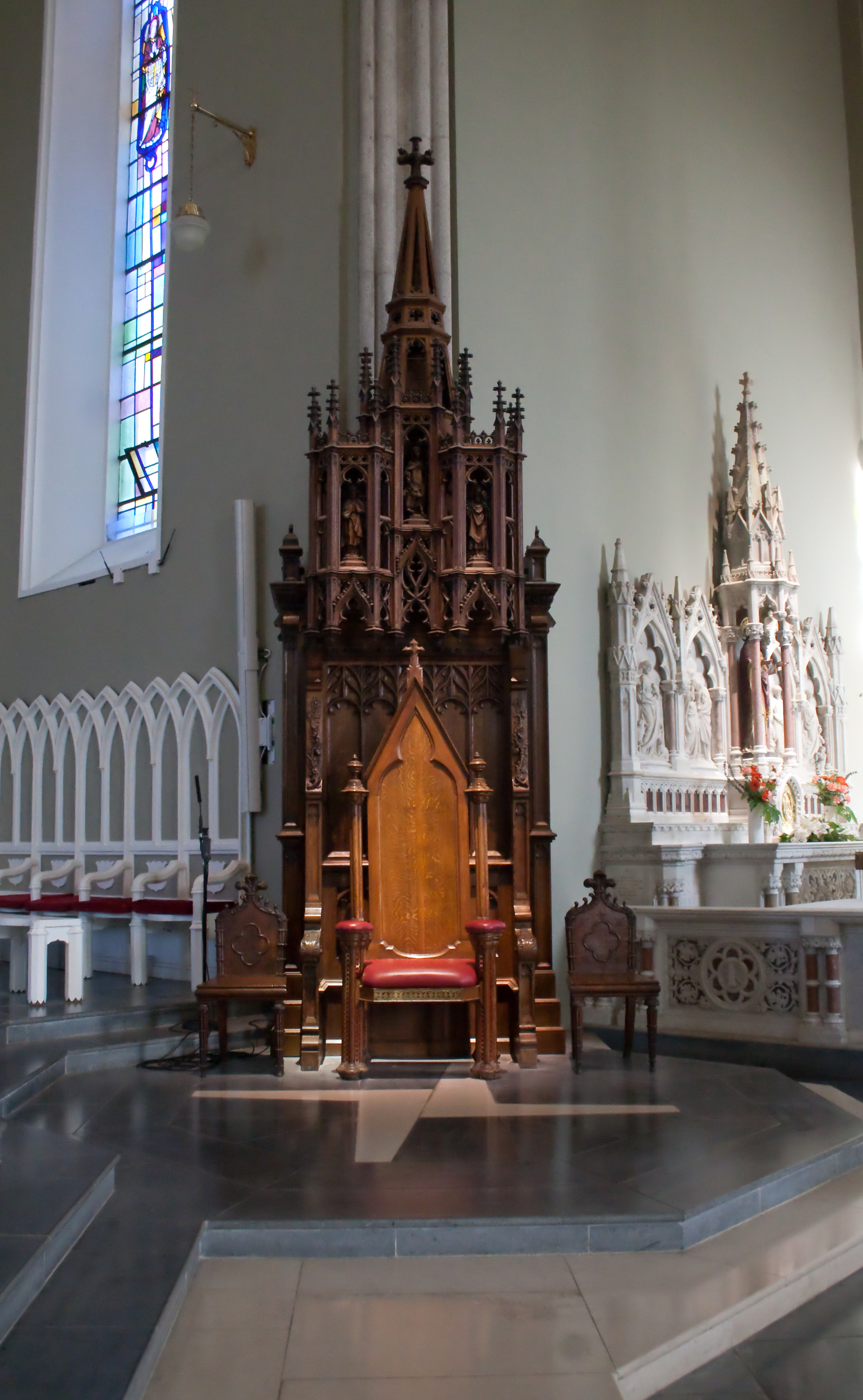
서방 교회 양식의 주교좌

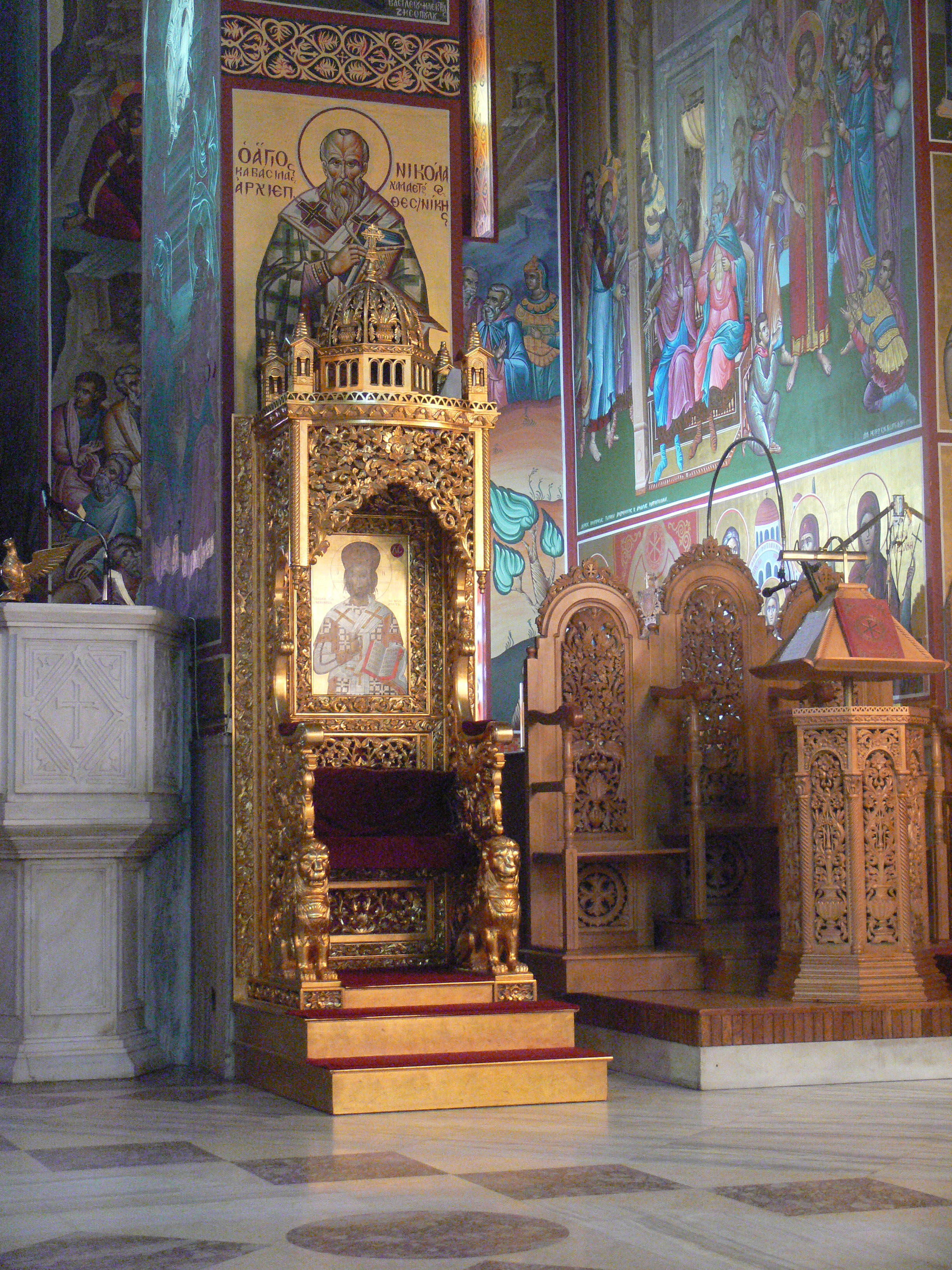
동방 교회 양식의 주교좌

주교좌(主敎座, 라틴어: cathèdra, 그리스어: κάθεδρα)는 기독교에서 교구장을 맡은 주교의 직함을 상징하는 용어이다. 초기 기독교 시대에 교구장주교는 이 주교좌에 앉아서 의식을 거행하고, 교도직을 수행하였다. 이 때문에 주교좌는 곧 교구에서 교구장 주교의 권위와 교구장 주교의 권위 있는 가르침을 상징한다. 교구장 주교가 항상 상주하며 주교좌가 있는 특수한 교회를 주교좌 성당 또는 대성당이라고도 부른다.

## 배치
초창기 주교좌의 위치는 중앙 제대 뒤편의 후진(後陣)에 있었다. 로마 시대 공회당(바실리카) 중에는 나중에 초기 기독교 성당의 건물로 용도가 변경된 것들도 있는데, 이때 집정관이 앉는 좌석이 주교좌로 탈바꿈하였다. 중세 시대에는 제대가 성당 내부의 동쪽 끝 반원 형태의 벽에 자리 잡게 되면서 제대 왼쪽에 주교좌를 놓는 관행이 생겨났다.

### 서방 교회
제2차 바티칸 공의회 이후, 가톨릭교회의 성당들은 제대가 벽면에 붙어있지 않고 떼어져 하나의 독립된 구조물이 생긴 경우가 많아졌다. 그리하여 현대에 들어 새로 신축되는 성당이나 기존 성당을 현대 전례용에 알맞게 개보수하는 경우에는 고대 바실리카 양식의 성당처럼 주교좌가 제대 뒤편에 놓여지는 경우가 많다. 주교좌 양옆에는 일반적으로 주교를보좌하는 부제들이 앉는 의자가 마련되어 있다. 명의주교(보좌주교, 대목구장, 교황대사)는 자신의 교구가 존재하지 않으므로 주교좌가 없다.

### 동방 교회
동방 정교회와 동방 가톨릭교회의 주교좌 성당에는 일반적으로 거룩한 식탁(제대) 뒤편 후진(後陣)에 주교가 앉는 의자인 주교좌가 마련되어 있으며, 주교좌 양옆에는 주교를 보좌하는 사제들이 앉는 의자들(synthranon)이 있다. 이 장소는 ‘산당’이라고 불리며, 주교가 없을 때에도 전례를 관장하는 그리스도의 임재를 나타낸다. 이 같은 이유 때문에 종종 주교좌에 그리스도의 이콘이 그려져 있다. 그리스 정교회 계열에서는 보통 성당의 남쪽 방향 벽에 있는 성가대석과 나란히 자리 잡고 있다. 러시아 정교회 계열에서는 흡사 커다란 광장과 같은 형태를 하고 있으며 이동이 용이하고 등받이가 없는 성당 회중석의 정중앙에 자리 잡고 있다.

## 같이 보기
- 주교좌 성당